# سامي ليونغ
سامي ليونغ (بالصينية: 梁志健) هو مغني وممثل صيني، ولد في 3 ديسمبر 1973 بهونغ كونغ في الصين.

## وصلات خارجية
- سامي ليونغ على موقع IMDb (الإنجليزية)
- سامي ليونغ على موقع ميوزك برينز (الإنجليزية)
- سامي ليونغ على موقع أول موفي (الإنجليزية)
- سامي ليونغ على موقع قاعدة بيانات الفيلم (الإنجليزية)
- سامي ليونغ على موقع كينوبويسك (الروسية)